# تژوژیک
تژوژیک (ارمنی: Տժվժիկ) یک فیلم کمدی محصول کشور ارمنستان شوروی به کارگردانی آرمان ماناریان است که در سال ۱۹۶۲ منتشر شد. 
از بازیگران آن می‌توان به هراچیا نرسیسیان و تسولاک آمریکیان اشاره کرد.